# Platycypha auripes
Platycypha auripes é uma espécie de libelinha da família Chlorocyphidae.
Pode ser encontrada nos seguintes países: Tanzânia e possivelmente em República do Congo.
Os seus habitats naturais são: florestas subtropicais ou tropicais húmidas de baixa altitude e rios.
Está ameaçada por perda de habitat.